# رخ‌کرکس کالیفرنیا
رُخ‌کَرکَسِ کالیفُرنیا (نام علمی: Gymnogyps californianus) یک گونه در معرض انقراض از پرندگان بومی آمریکای شمالی است که امروزه تنها ۴۳۶ قطعه از آن باقی مانده است. بازماندگان این پرنده امروزه در منطقه گرند کنیون، زایون و همچنین کوهستان‌های غربی کالیفرنیا زیست می‌کنند.
رخ کرکس کالیفرنیا با وزنی تا حدود ۱۲ کیلوگرم، بزرگ‌ترین پرنده آمریکای شمالی و یکی از بزرگ‌ترین پرندگان شکاری جهان به‌شمار می‌رود. این گونه در سال ۱۹۸۷ در حیات وحش منقرض شد اما نمونه‌هایی از آن در بخش‌هایی از آریزونا، یوتا، و کالیفرنیا تکثیر شده‌اند. رخ‌کرکس کالیفرنیا برای بسیاری از آمریکایی‌های بومی کالیفرنیا پرنده‌ای با اهمیت است و نقش مهمی در اسطوره‌های سنتی آن‌ها ایفا می‌کند.
سر این پرنده برهنه و بدون پر است و همین ویژگی آن را از دیگر پرنده‌ها متمایز می‌کند. همچنین رخ‌کرکس کالیفرنیا از گوشت فاسد و مردار تغذیه می‌کند. این پرنده توانایی بکرزایی دارد.